# Sława i chwała (serial telewizyjny)
Sława i chwała – polski serial telewizyjny z 1997 roku, zrealizowany na podstawie powieści Jarosława Iwaszkiewicza.
Film kręcony w Lublinie.

## Obsada
- Michał Żebrowski – Janusz Myszyński (w ostatnich odcinkach Jan Frycz)
- Joanna Szczepkowska – Ewelina Royska
- Konrad Imiela – Wołodia
- Edyta Jungowska
- Mariusz Bonaszewski – Kazimierz Spychała
- Maria Gładkowska – księżna Bilińska
- Olgierd Łukaszewicz – Szyller Edgar
- Zbigniew Zamachowski – Franciszek Gołąbek
- Agnieszka Warchulska – Hania Wolska (gościnnie)
- Nina Andrycz – księżna Anna Bilińska
- Beata Tyszkiewicz – ambasadorowa
- Stanisława Celińska – Tekla
- Jan Peszek – Szuszkiewicz
- Piotr Adamczyk – Józio Royski
- Artur Dziurman – sierżant Gorbal
- Anna Korcz – Marysia Tatarska

Wystąpili także
- Tomasz Grochoczyński – oficer w barze informujący o zawieszeniu broni
- Tadeusz Hanusek – inspicjent w filharmonii
- Borys Jaźnicki – Żyd przy murze getta
- Aleksandra Justa – Zofia Zgorzelska
- Elżbieta Karkoszka – ciotka Zofii Zgorzelskiej w Krakowie
- Paweł Kleszcz – marynarz z wiadomością od Ariadny dla Myszyńskiego
- Maciej Kozłowski – żołnierz
- Jerzy Moes – członek dowództwa AK
- Zdzisław Szymborski – ksiądz udzielający ślubu Zgorzelskiej i Myszyńskiemu
- Jan Wieczorkowski – żołnierz w oknie wagonu kolejowego
- Szymon Kuśmider